# Gangnam-gu

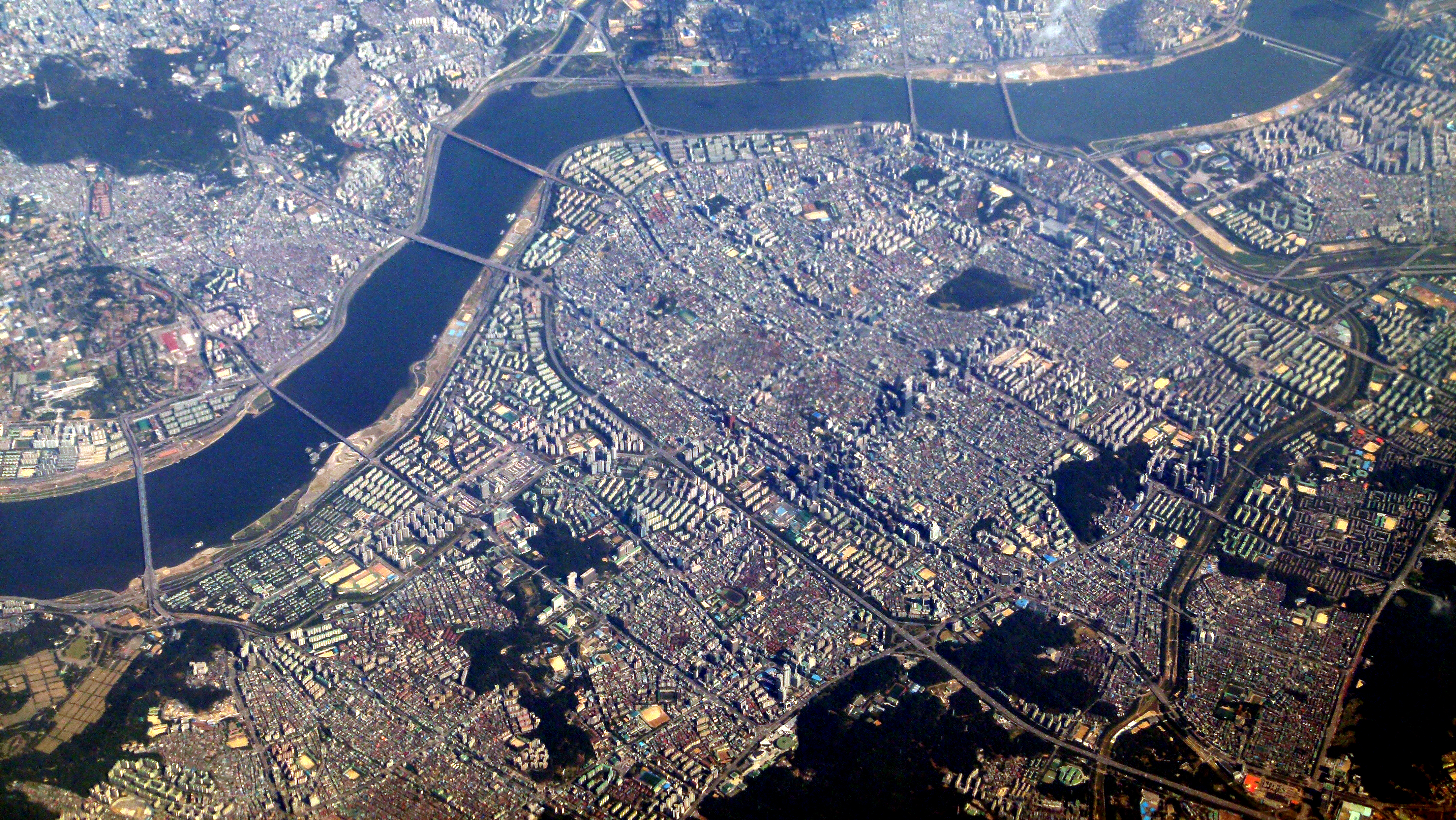
Vista aérea de Gangnam-gu e Seocho-gu.

Gangnam-gu é um dos 25 gu (distritos de governo local) de Seul, a capital da Coreia do Sul. É a área mais rica de Seul e está localizado no sudeste da cidade. É servido pelas linhas 2, 3, 7, Linha Bundang e Linha Sin Bundang do Metrô de Seul.
Várias áreas populares de compras e entretenimento estão localizadas em Gangnam-gu, incluindo Apgujeong-dong, o COEX Mall e a área próxima à estação Gangnam. A importante região de negócios em torno de Teheranno vai de leste-oeste da estação Gangnam à estação Samseong e ao complexo COEX-KWTC.

## Divisões administrativas
| Gangnam é composto por 26 dongs: \| - Apgujeong 1-dong - Apgujeong 2-dong - Cheongdam 1-dong - Cheongdam 2-dong - Daechi 1-dong - Daechi 2-dong - Daechi 3-dong - Daechi 4-dong - Dogok 1-dong - Dogok 2-dong - Gaepo 1-dong - Gaepo 2-dong - Gaepo 3-dong - Gaepo 4-dong \| - Irwon 1-dong - Irwon 2-dong - Irwon bon-dong - Nonhyeon 1-dong - Nonhyeon 2-dong - Samseong 1-dong - Samseong 2-dong - Segok-dong - Sinsa-dong - Suseo-dong - Yeoksam 1-dong - Yeoksam 2-dong \| | |
| - Apgujeong 1-dong - Apgujeong 2-dong - Cheongdam 1-dong - Cheongdam 2-dong - Daechi 1-dong - Daechi 2-dong - Daechi 3-dong - Daechi 4-dong - Dogok 1-dong - Dogok 2-dong - Gaepo 1-dong - Gaepo 2-dong - Gaepo 3-dong - Gaepo 4-dong | - Irwon 1-dong - Irwon 2-dong - Irwon bon-dong - Nonhyeon 1-dong - Nonhyeon 2-dong - Samseong 1-dong - Samseong 2-dong - Segok-dong - Sinsa-dong - Suseo-dong - Yeoksam 1-dong - Yeoksam 2-dong |

## Símbolos
- Árvore: Ginkgo biloba
- Flor: Magnolia kobus
- Pássaro: Pega-rabuda

## Pontos de interesse
- Bongeunsa
- Complexo COEX-KWTC
- Kukkiwon
- Parque Dosan
- Seonjeongneung
- Teheranno

## Transportes

### Linhas ferroviárias
- Korail

- Linha Bundang

Estação Seolleung — Estação Hanti — Estação Dogok — Estação Guryong — Estação Gaepo-dong — Estação Daemosan — Estação Suseo → (Songpa-gu)
- Metrô de Seul

- Linha 2 do Metrô de Seul Linha Circular Euljiro

(Songpa-gu) ← Estação Samseong — Estação Seolleung — Estação Yeoksam — Estação Gangnam → (Seocho-gu)
- Linha 3 do Metrô de Seul

(Seongdong-gu) ← Estação Apgujeong — Estação Sinsa → (Seocho-gu) ← Estação Maebong — Estação Dogok — Estação Daechi — Estação Hangnyeoul — Estação Daecheong — Estação Irwon — Estação Suseo - (Songpa-gu)
- Seoul Metropolitan Rapid Transit Corporation

- Linha 7 do Metrô de Seul

(Gwangjin-gu) ← Estação Cheongdam — Estação Gangnam-gu Office — Estação Hak-dong — Estação Nonhyeon → (Seocho-gu)
- Seoul Metro Line 9 Corporation

- Linha 9 do Metrô de Seul

(Seocho-gu) ← Estação Sinnonhyeon